# Edward Henry Howard
Edward Henry Howard, angleški duhovnik, škof in kardinal, * 13. februar 1829, Nottingham, † 16. september 1892.

## Življenjepis
8. decembra 1854 je prejel duhovniško posvečenje.
22. junija 1872 je bil imenovan za nadškofa (osebni naziv), pomožnega škofa Frascatija in za naslovnega nadškofa Neocaesarea in Ponto; 30. junija istega leta je prejel škofovsko posvečenje.
12. marca 1877 je bil povzdignjen v kardinala in imenovan za kardinal-duhovnika Ss. Giovanni e Paolo.
24. marca 1884 je bil imenovan za kardinal-škofa Frascatija.